# Manhattan, Illinois
Manhattan là một làng thuộc quận Will, tiểu bang Illinois, Hoa Kỳ. Năm 2010, dân số của làng này là 7051 người.

## Dân số
Dân số qua các năm:
- Năm 2000: 3330 người.
- Năm 2010: 7051 người.